# بيضاوة
بيضاوة هو فيلم مغربي من إخراج عبد القادر لقطع سنة 1999، وبطولة كل من خديجة أسد، وكارينا أكتوف، وعزيز سعد الله، وصلاح الدين بنموسى، ومحمد بنبراهيم، وآخرين.

## القصة
يُقدّم الفيلم قصته عبر ثلاث حكايات متداخلة: حكاية بائع الكتب الذي يتلقى استدعاء من الشرطة لا يعرف سببه فيعيش في توتر ورعب، وحكاية الطالبة الجامعية التي تثير أهل الحي، فيما تحاول هي أن تعيش حياة طبيعية وتهتم بدراسة حالة فتاة هوى تعيش في الحي نفسه. وأخيراً حكاية تلميذ فتي يقنعه المتشددون في المدرسة بأن والديه كافران وعليه قتلهما.

## روابط خارجية
- بيضاوة على موقع IMDb (الإنجليزية)
- بيضاوة على موقع ألو سيني (الفرنسية)
- بيضاوة على موقع قاعدة بيانات الفيلم (الإنجليزية)
- بيضاوة على موقع ليتربوكسد (الإنجليزية)
- بيضاوة على موقع كينوبويسك (الروسية)